# 전하동 (울산)
전하동(田下洞)은 울산광역시 동구의 법정동이다.

## 지명
원래 전하동은 아름다운 포구로 둘안산 남쪽 바닷가의 작은 어촌이었다. 전하동에대한 기록이 처음 등장하는 것은 1672년 조선 현종 13년으로 전하포(田下浦)라 하다가, 1894년 고종 31년부터 전하동이라 하였다. 일제시대인 1911년에도 전하동이라 하였고, 1914년 행정구역 개편 때 화정동 일부를 포함시켜 전하리라 하였다. 전하동은 1, 2, 3동으로 다시 분동되었다가, 현재는 1, 2동으로 통합되었지만, 인구 밀도가 대단히 높다.

## 연혁
- 1910년 10월 1일 울산군 동면 전하리
- 1937년 7월 1일 울산군 방어진읍 전하리
- 1962년 6월 1일 울산시 방어진출장소 전하동
- 1983년 10월 1일 울산시 전하1ㆍ2동 분동
- 1988년 1월 1일 울산시 동구 전하 1동, 2동
- 1995년 3월 2일 동구 전하 2동에서 2동과 3동으로 분동
- 1997년 7월 15일 울산광역시 동구 전하 1동
- 2009년 1월 1일 전하 2동, 3동이 2동으로 통합

## 교육
- 전하초등학교
- 동부도서관

## 기관
- 울산대학교병원
- 현대중공업 본사
- 호텔현대 바이라한 울산

## 아파트
| 단지명          | 건설사       | 시행사                     | 주소             | 입주       | 비고                 |
| --------------- | ------------ | -------------------------- | ---------------- | ---------- | -------------------- |
| 전하 현대홈타운 | 현대건설     | 현대건설                   | 동구 봉수로 370  | 2002년 4월 | 전하현대1단지 재건축 |
| 전하 현대패밀리 | 현대산업개발 | 현대중공업                 | 동구 녹수11길 50 | 1997년 5월 |                      |
| 전하 아이파크   | 현대산업개발 | 일산아파트2지구 재건축조합 | 동구 봉수로 270  | 2012년 7월 | 일산2지구 재건축     |

## 교통
- 울산역